# Nationaal park Agulhas
Nationaal park Agulhas ligt op de uiterste zuidpunt van Afrika.
Deze zuidpunt staat bekend als Kaap Agulhas en ligt ca. 100 km ten zuidoosten van Kaapstad. Er is veel verwarring (en enige strijd tussen de toerismebureaus) over de plaats waar de Atlantische in de Indische Oceaan overgaat. In Kaapstad zegt men graag dat dat bij Kaappunt is (Kaap de Goede Hoop), maar Agulhas is inderdaad nog een heel stuk zuidelijker.
Er staat een vuurtoren langs een strand met de typische flora van het kaapland. Botanisch is deze streek een wonder te noemen. Het kaapland is het zesde (en verreweg kleinste) botanische koninkrijk op aarde, met een bijzonder groot aantal, vaak endemische soorten. Anno 2008 zijn nog lang niet alle planten goed beschreven en dat maakt het tot een Mekka voor botanici.

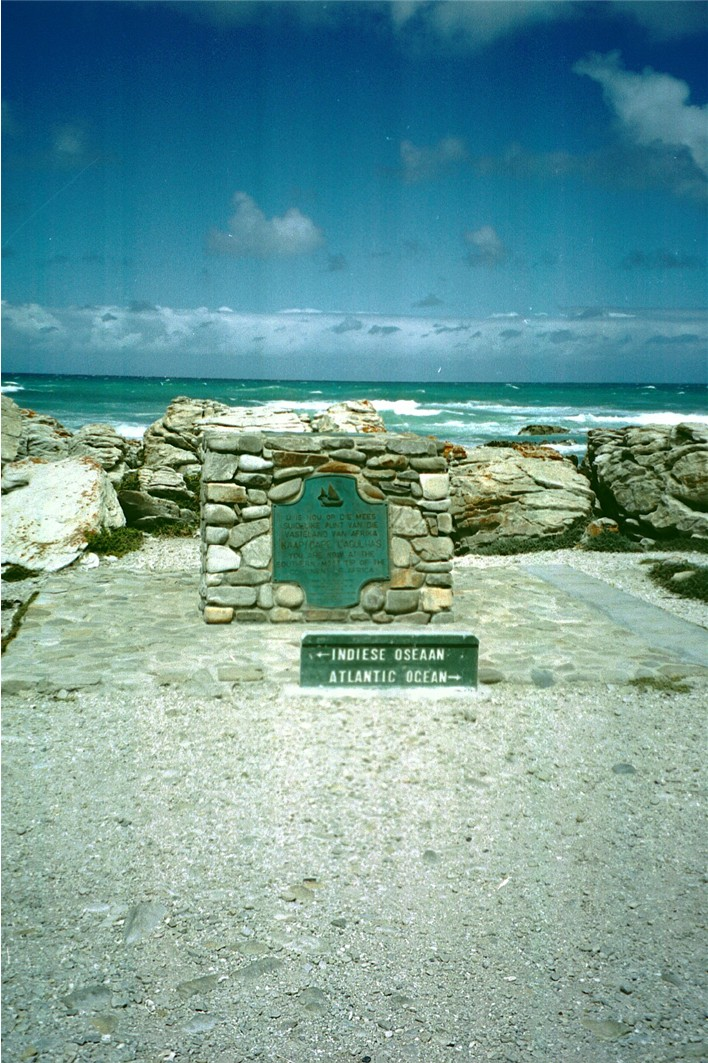
De oceaan'grens'
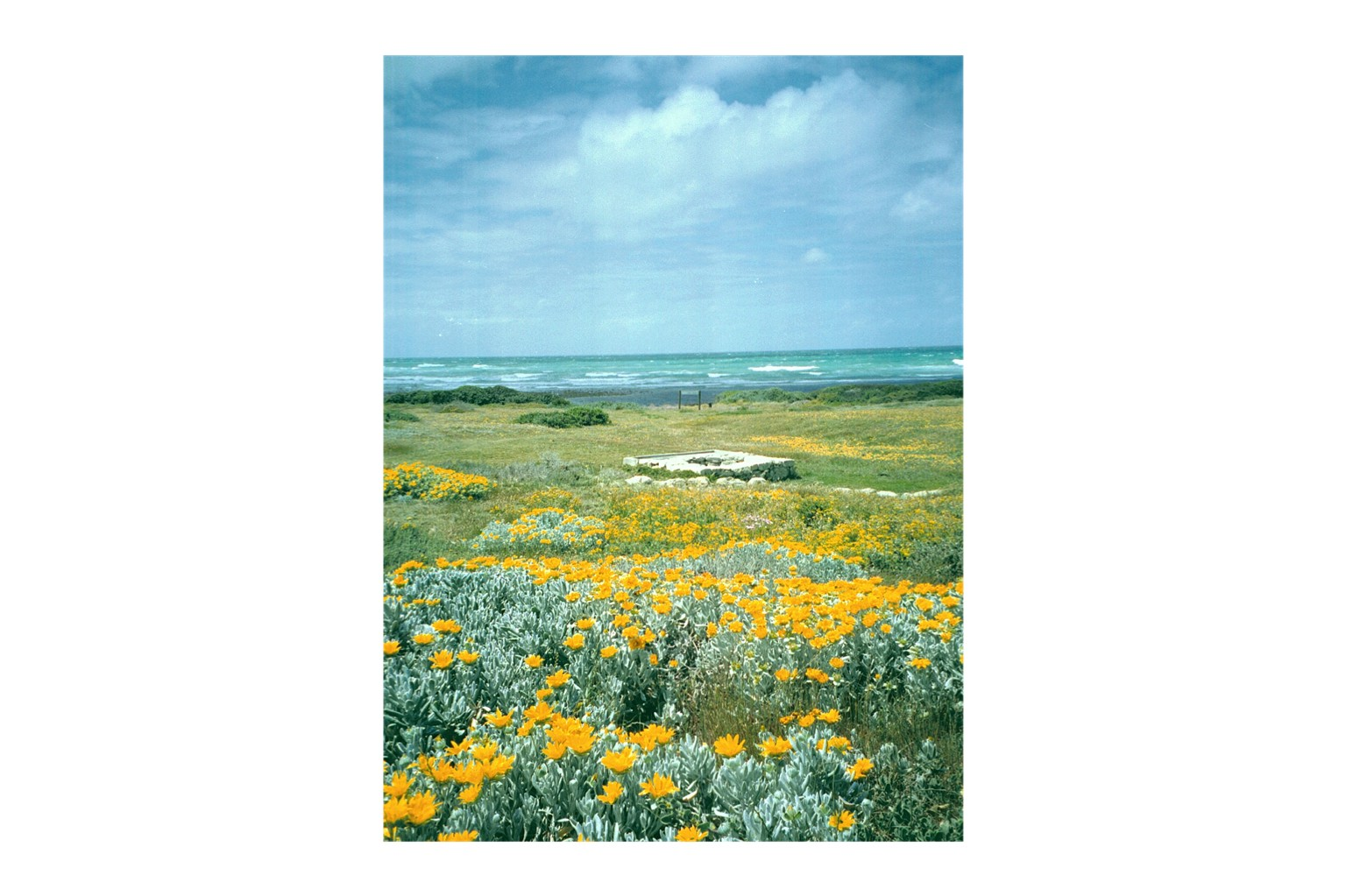
Typische bloemen

Addo Elephant ·
Agulhas ·
Ai-Ais/Richtersveld ·
Augrabies ·
Bergkwagga/Mountain Zebra ·
Bontebok ·
Tuinroete ·
Golden Gate Hoogland ·
Kamdeboo ·
Karoo ·
Kgalagadi ·
Kruger ·
Mapungubwe ·
Marakele ·
Meerkat ·
Mokala ·
Namakwa ·
Tafelberg ·
Tankwa Karoo ·
Weskus